# Isosauris cinerea
Isosauris cinerea är en fjärilsart som beskrevs av Butler 1882. Isosauris cinerea ingår i släktet Isosauris och familjen mätare. Inga underarter finns listade i Catalogue of Life.